# Mokřady pod Vlčkem
Mokřady pod Vlčkem je přírodní rezervace vyhlášená v roce 1995. Nachází se v centrální části CHKO Slavkovský les. Svojí rozlohou patří k jedněm z největších zachovalých komplexů nelesních mokřadů centrální části Slavkovského lesa.
Předmětem ochrany jsou zrašelinělé, slatinné a podmáčené louky s výskytem vzácných a zvláště chráněných druhů rostlin a živočichů a také pozůstatky terciérní sopečné činnosti mofety. Péčí o území je pověřena správa CHKO Slavkovský les.

## Popis oblasti
Přírodní rezervace leží přibližně 1 km jižně od obce Prameny, na severním úpatí hlavního hřebene Vlčku (Vlčí kámen 883 m n. m.).

## Přírodní poměry
Území se nachází na rozhraní geomorfologických celků Slavkovského lesa a Tepelské vrchoviny.

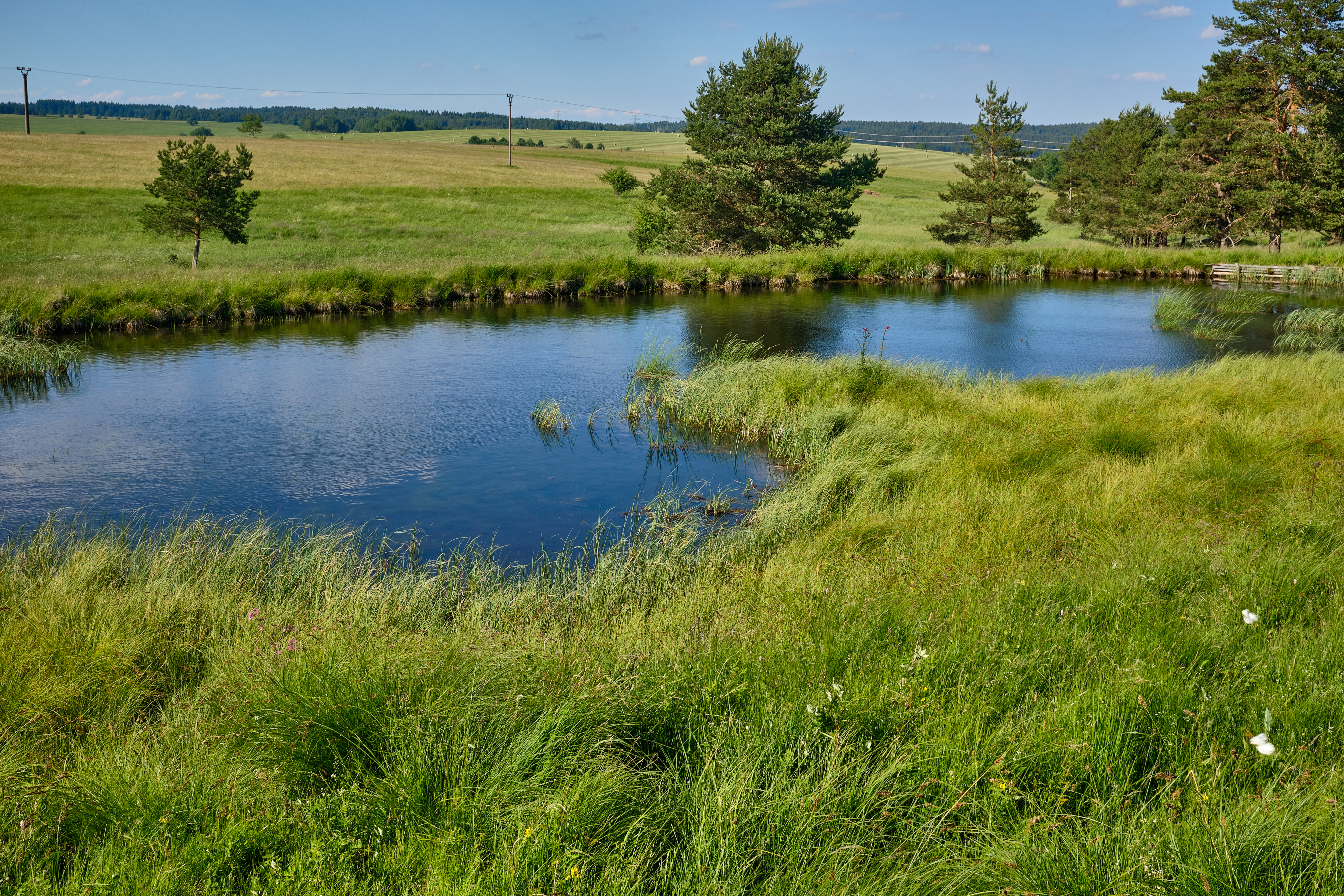
Rybníček ve východní části území

Geologický podklad území tvoří horniny mariánskolázeňského metabazitového komplexu, převážně amfibolity, při jižním okraji hadcové sutě z výše ležícího hřebene Vlčku. Díky tomu jsou vody stékající ze svahu Vlčku, i zde pramenící vody, silně obohaceny hořečnatými ionty z hadců a ovlivňují zdejší vegetaci.
Krajinářskou hodnotou a počtem chráněných a vzácných druhů cévnatých rostlin pak patří mezi nejvýznamnější mokřadní lokality západních Čech.
Ve východní části rezervace leží několik malých rybníčků s nejcennějšími slatinnými společenstvy. Východně od nich se nalézají mofety (výrony plynů).
Rybníčky sloužily na začátku 20. století jako sádky na pstruhy pro nedalekou výletní restauraci Wolfstein, zaniklou po druhé světové válce.
Chráněné území je pramennou oblastí pravostranného bezejmenného přítoku Pramenského potoka.
Lokalita patří mezi botanicky nejpestřejší mozaiku mokřadních společenstev v rámci celé České republiky.

### Flóra a fauna
Vegetačně nejcennějšími místy jsou zde drobné pramenné deprese s hladinou vody stagnující při povrchu půdy a rovněž svahové slatiniště s rákosem.
Několik malých vodních ploch a drobné potůčky umožňují mnoho různorodých stanovišť s vysokou druhovou diverzitou.
Asi nejvzácnější rostlinou je zde kriticky ohrožená ostřice dvoudomá (Carex dioica), která ve Slavkovském lese roste jen na dvou lokalitách. Tou druhou lokalitou, kde byla tato rostlina objevena v roce 2006, jsou Jankovice na Tepelsku.
Ze silně ohrožených a ohrožených rostlin rostou na území prha arnika (Arnica Montana), korálice trojklaná (Corallorhiza trifida), prstnatec Fuchsův (Dactylorhiza fuchsii), prstnatec májový (Dactylorhiza majalis), hvozdík pyšný (Dianthus superbus), hvozdík lesní (Dianthus sylvaticus), rosnatka okrouhlolistá (Drosera rotundifolia,) bahnička chudokvětá (Eleocharis quinqueflora), vřesovec pleťový (Erica carnea), klikva bahenní (Oxycoccus palustris), tolije bahenní (Parnassia palustris), všivec lesní (Pedicularis sylvatica), všivec bahenní (Pedicularis palustris), zimostrázek alpský (Polygala chamaebuxus), tučnice obecná (Pinguicula vulgaris) a upolín nejvyšší (Trollius altissimus) a rožec kuřičkolistý (Cerastium alsinifolium).Ten nebyl zařazen mezi hlavní předměty ochrany, protože jeho výskytu význam v území je okrajový a populace málo početná.
V tůních žije zbytková populace střevle potoční (Phoxinus phoxinus), dále potom čolek obecný (Triturus vulgaris), ropucha obecná (Bufo bufo), skokan krátkonohý (Rana lessonae). Z ptáků na území hnízdí chřástal polní (Crex crex), bekasina otavní (Gallinago gallinago), ořešník kropenatý (Nucifraga caryocatactes), ťuhýk obecný (Lanius collurio) a bramborníček hnědý (Saxicola rubetra).
Traduje se, že se zde nacházejí tokaniště vzácného tetřívka obecného (Tetrao tetrix), ten však již ze Slavkovského lesa téměř vymizel a na lokalitě nebyl nově potvrzen.

## Galerie

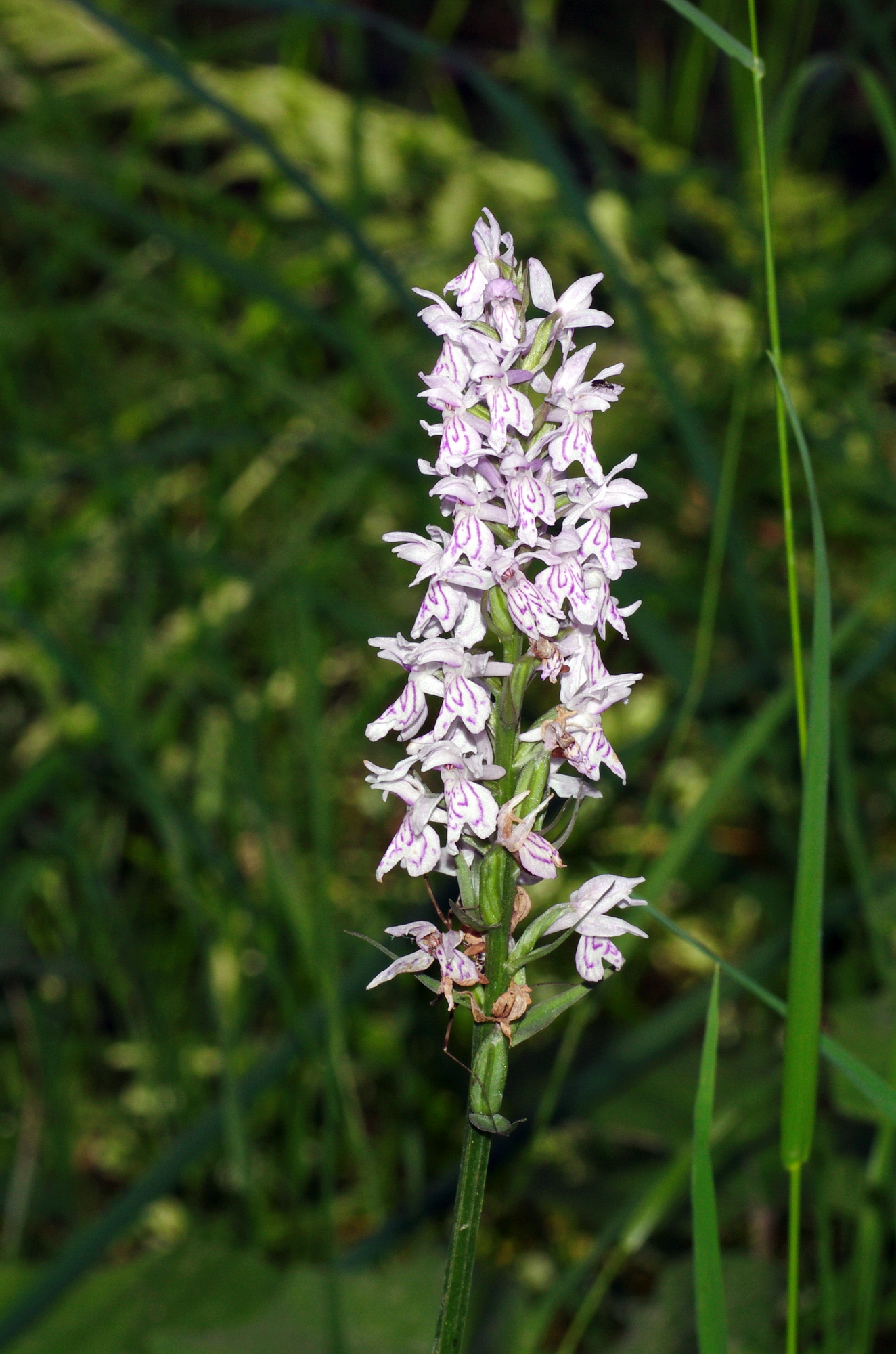
Prstnatec Fuchsův v červenci 2013
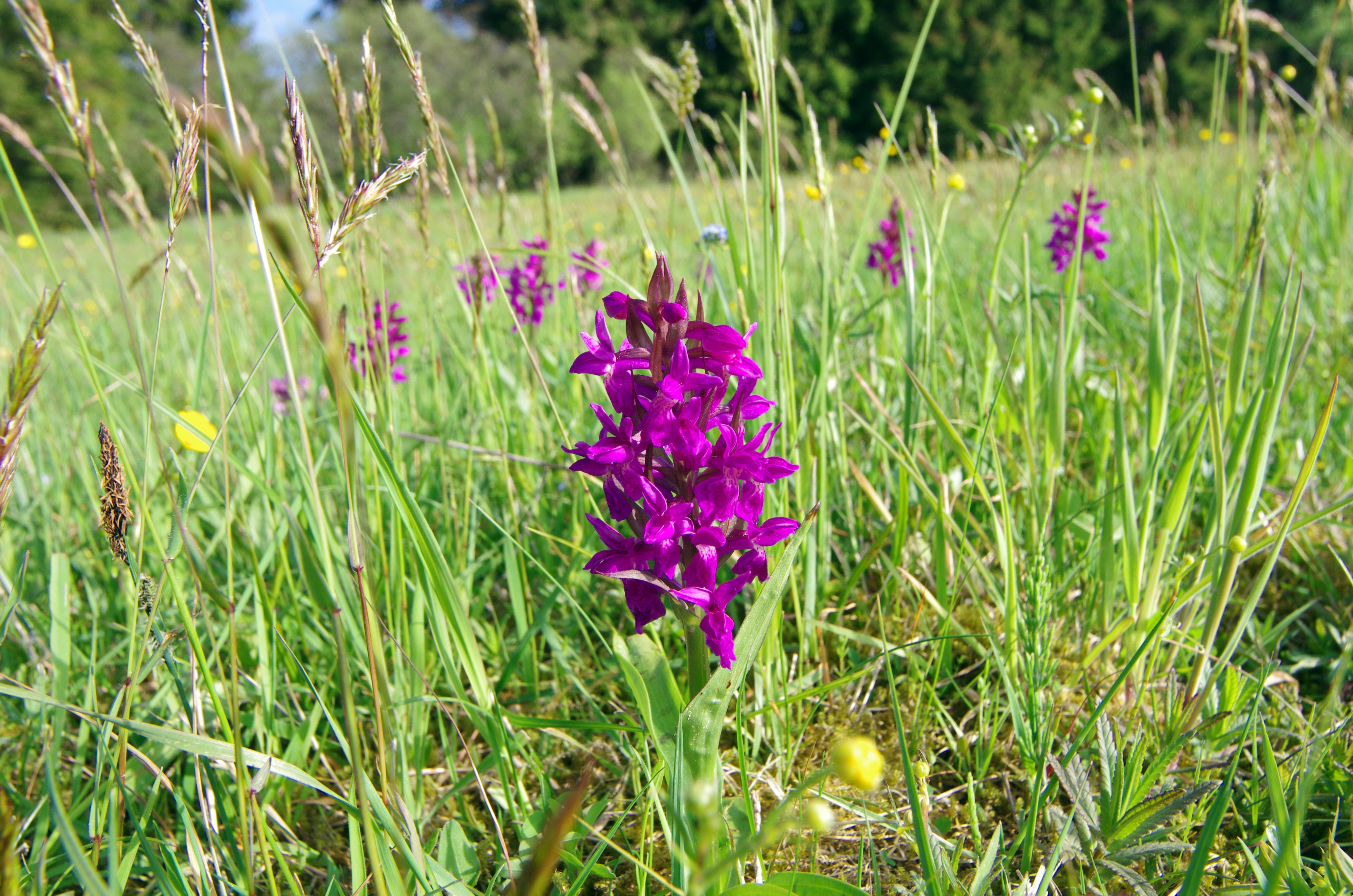
Prstnatec májový v květnu 2015
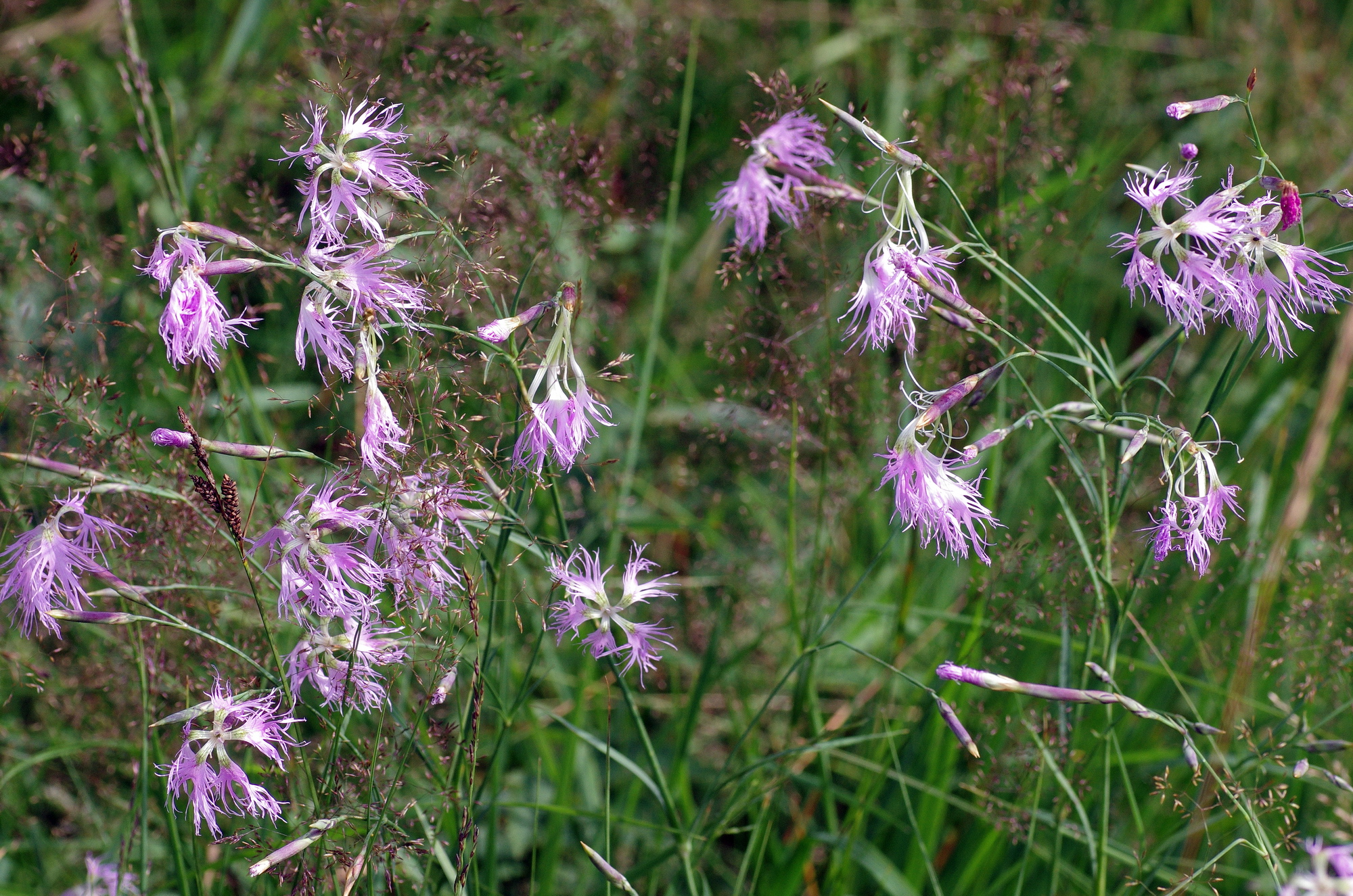
Hvozdík pyšný v červenci 2015
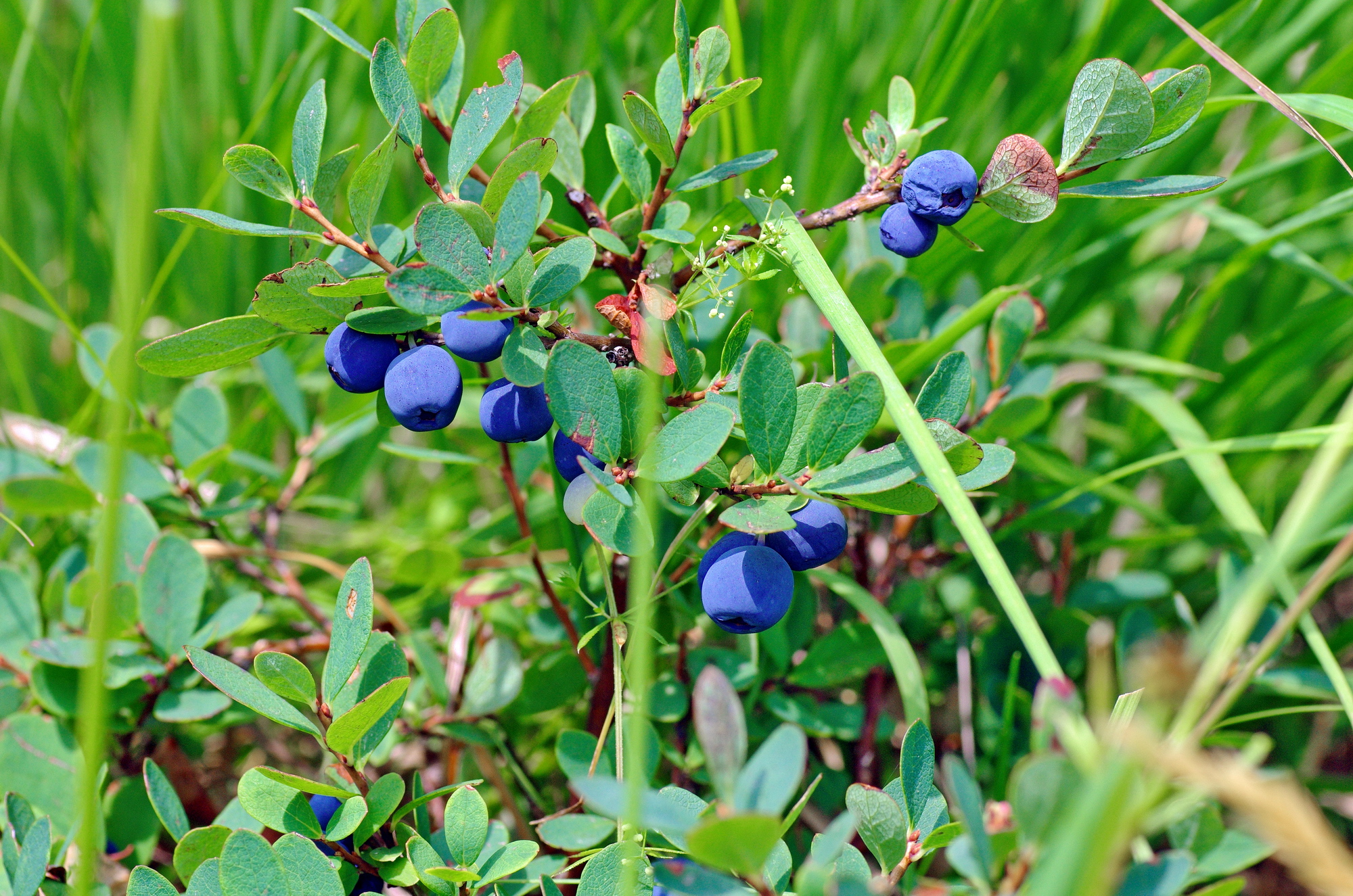
Vlochyně bahenní v červenci 2015
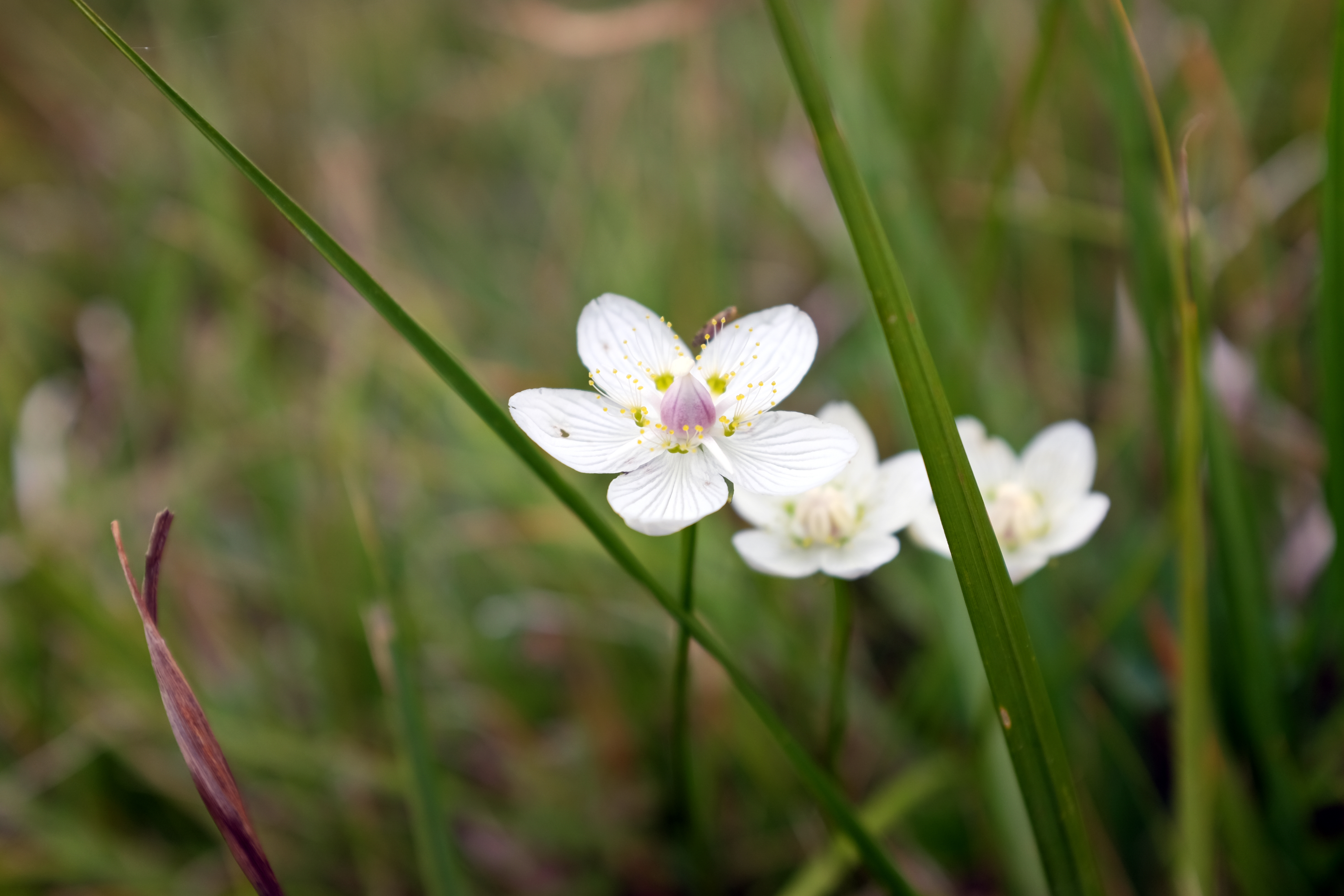
Tolije bahenní v září 2018
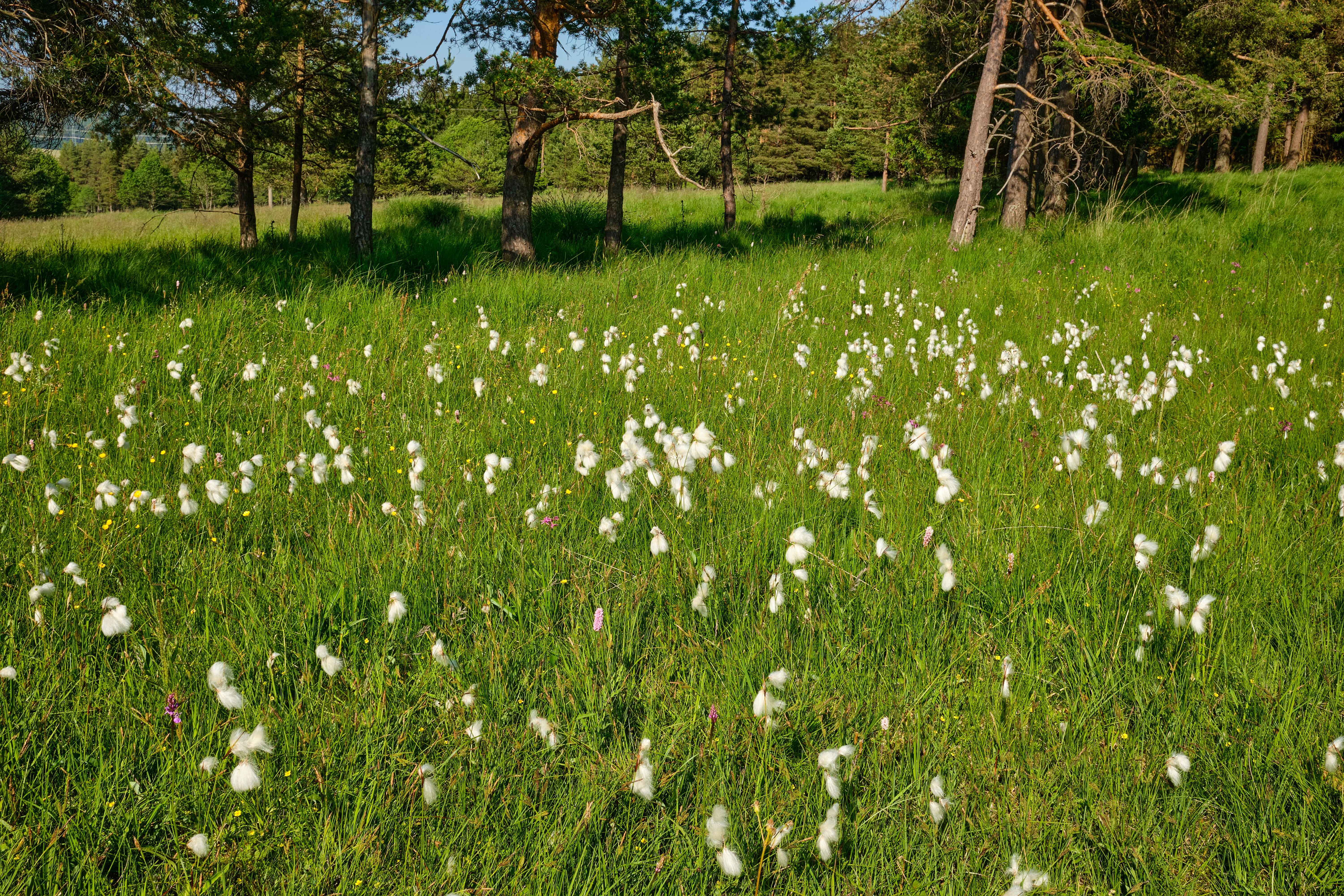
Suchopýr pochvatý v červnu 2022
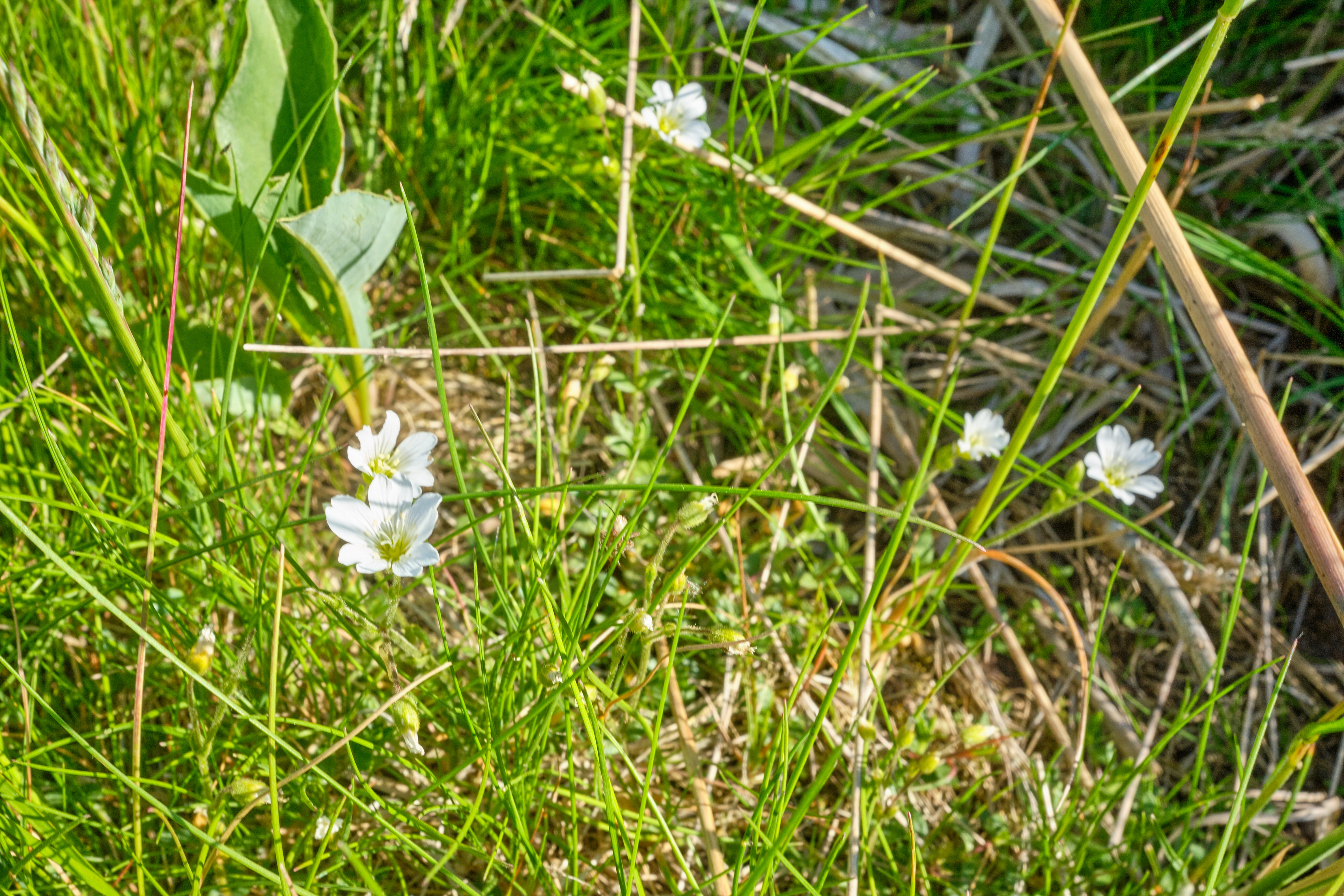
Rožec kuřičkolistý v červnu 2022
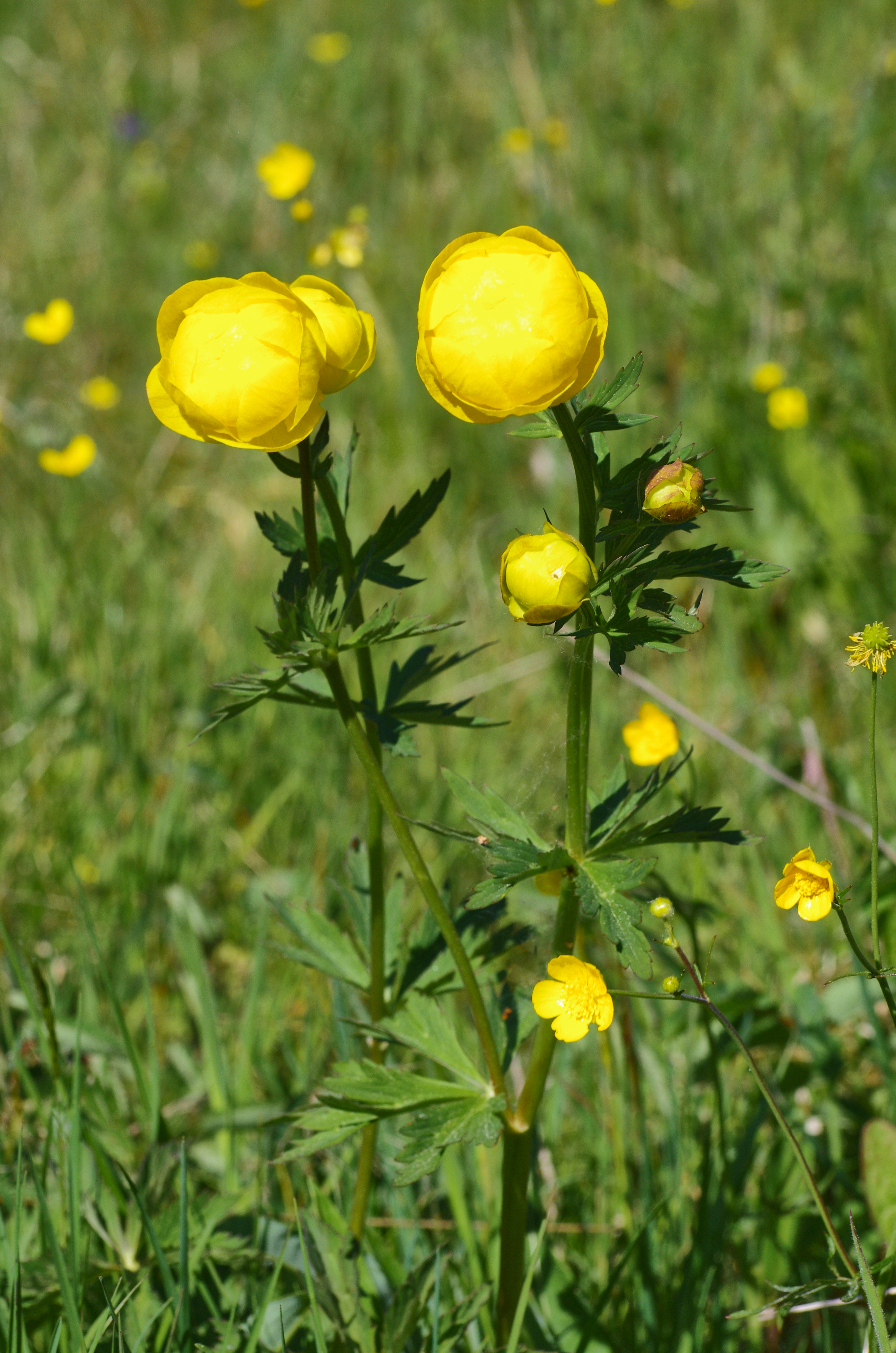
Upolín nejvyšší v červnu 2023
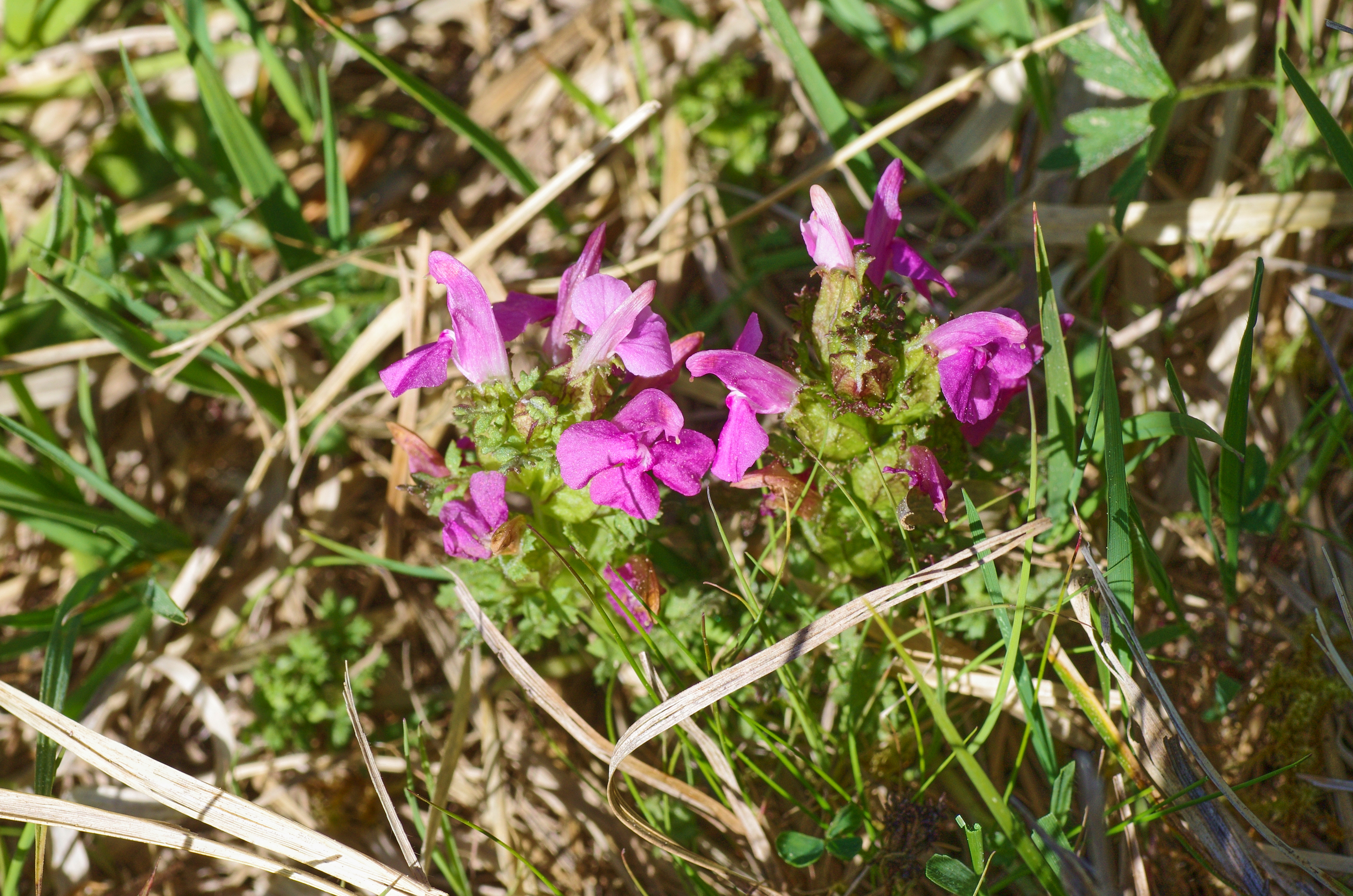
Všivec lesní v červnu 2023